# Poul Hansen (zapaśnik)
Poul Henrik Peder Hansen (ur. 20 października 1891 w Ubberud, zm. 29 października 1948 w Aarhus) – duński zapaśnik kategorii ciężkiej, olimpijczyk i srebrny medalista z Antwerpii (1920). Wygrał mistrzostwa nordyckie w 1919. Uczestnik mistrzostw świata w 1922. Mistrz Danii w latach 1915, 1918, 1920-1922, 1924, 1929 i 1931.